# Louis Bastien
Louis Bastien (París, 26 d'octubre de 1881 - Châteauroux, 13 d'agost de 1963) va ser un ciclista i tirador francès que va prendre part en els Jocs Olímpics de París de 1900.
En ciclisme va prendre part en la prova dels 25 quilòmetres masculins, aconseguint la medalla d'or, per davant dels també francesos Louis Hildebrand i Auguste Daumain.
En esgrima ho feu en la prova d'espasa, quedant eliminat en la ronda preliminar.

## Palmarès
- 1900
  -  Medalla d'or en els 25 quilòmetres als Jocs Olímpics
  -  Campió del món de mig fons amateur